# جريجوري سافيدرا
جريجوري سافيدرا (بالإسبانية: Gregory Saavedra)‏ (11 فبراير 1989 بسانتياغو في تشيلي - ) هو مدرب كرة قدم ولاعب كرة قدم تشيلي في مركز حراسة المرمى. لعب مع A.C. Barnechea ‏.

## وصلات خارجية
- جريجوري سافيدرا على موقع قاعدة بيانات كرة القدم.إي يو (الإنجليزية)
- جريجوري سافيدرا على موقع Soccerway.com (الإنجليزية)
- جريجوري سافيدرا على موقع AS.com (الإسبانية)